# Franciszek Michał Prażmowski
Franciszek Michał Prażmowski herbu Belina (ur. w Prażmowie – zm. 3 września 1701 w Janowie) –
opat klasztoru benedyktynów w Sieciechowie, sekretarz wielki koronny od 1669 roku, sekretarz królewski, prepozyt gnieźnieński, kanonik krakowski, prezydent Trybunału Głównego Koronnego w 1668, 1669, 1676, 1679, 1681, 1685, 1690, 1696 roku, dyplomata.

## Życiorys
Był synem Andrzeja kasztelana warszawskiego oraz bratem prymasa Mikołaja Prażmowskiego, wojewody płockiego Samuela Jerzego i chorążego nadwornego koronnego Wojciecha. Po ukończeniu filii Akademii Krakowskiej w Jedlińsku studiował teologię w Wiedniu, a następnie wyjechał do Rzymu. Po powrocie dzięki poparciu brata Mikołaja został sekretarzem królewskim. 
W czasie potopu znalazł się na Śląsku, był już wówczas kanonikiem krakowskim. W maju 1656 towarzyszył bratu w misji dyplomatycznej do księcia siedmiogrodzkiego Jerzego Rakoczego. W 1658 był scholastykiem płockim. 28 maja 1662 przyjął święcenia kapłańskie. W r. 1667 posłował do cesarza Leopolda I Habsburga oraz niektórych elektorów i książąt Rzeszy Niemieckiej w związku z zagrożeniem turecko-tatarskim. 20 marca 1668 brat scedował mu opactwo sieciechowskie, a następnie probostwo kolegiaty Św. Michała na Wawelu. 18 stycznia 1669 wyruszył w poselstwie do Wiednia, Ratyzbony, Bawarii i Salzburga z prośbą o pomoc przeciw Turcji i Tatarom. W maju 1669 roku był elektorem Michała Korybuta Wiśniowieckiego z ziemi czerskiej. W 1674, w czasie elekcji, opowiedział się za wyborem na króla Jana Sobieskiego, podpisał jego pacta conventa. Uczestniczył w sejmie koronacyjnym 1676. 
Kiedy Andrzej Chryzostom Załuski został w r. 1691 biskupem płockim, Prażmowski miał przejąć po nim zrazu diecezję kijowską, lecz do tego nie doszło. Został w 1691 mianowany biskupem łuckim; prowizję papieską otrzymał dopiero 24 września 1696, ingresu dokonał w r. 1697. Zrezygnował z probostwa gnieźnieńskiego, zatrzymał jednak, za dyspensą na 5 lat, opactwo sieciechowskie i prepozyturę krakowską. 
5 lipca 1697 roku podpisał w Warszawie obwieszczenie do poparcia wolnej elekcji, które zwoływało szlachtę na zjazd w obronie naruszonych praw Rzeczypospolitej. Był członkiem rokoszu łowickiego w 1698 roku. 
Zmarł w Janowie Podlaskim, stałej rezydencji biskupów łuckich, i został pochowany w tamtejszej kolegiacie.